# 償還 (鄧麗君歌曲)
《償還》，華語經典歌曲。原曲為日文歌曲〈つぐない〉，三木剛作曲，荒木豐久作詞，1984年1月由日本金牛宫唱片發行，中文版〈償還〉則於隔年推出，由知名作詞家林煌坤填詞，中日文版本的原主唱者都是鄧麗君。鄧麗君的影響力跨越整個亞洲，〈償還〉還被兩岸三地的華語歌手們重新詮釋，許多日本歌手們也曾先後翻唱過此曲。〈償還〉不只是鄧麗君個人的重要代表作之一，它亦是華人世界中家喻戶曉的經典歌曲。

## 內容

### 歌曲簡介
鄧麗君在1979年2月因印尼假護照事件，不得不中斷在日本的演藝事業，這段期間她轉赴美國遊學。鄧麗君在1984年回到日本樂壇，〈つぐない〉就是她重新出發的作品，當時在日本樂壇最受歡迎的女歌手應屬中森明菜和松田聖子兩人。鄧麗君在與「日本寶麗多唱片」合約期滿未再續，兩年後她加盟新成立的「金牛座唱片 トーラスレコード」，〈つぐない〉就是專門為她量身打造的復出之作。つぐない在中文翻譯有贖罪或補償之意思，日文歌詞中透露出一個女子必須離開愛人的無奈，雖然說要離開對方是最好的補償方法，要對方去尋找更適合他的女孩子，但是私心裡卻又不想對方忘了自己，整首歌曲充滿矛盾、無奈卻又柔情似水的氛圍。中文版〈償還〉歌詞由大師林煌坤主筆操刀，但其演唱者的角色恰好與日文版顛倒，〈償還〉是在述說男方辜負了自己，若對方要是抱持著補償的心態來交往，她寧願對方去尋求新的感情。無論是〈つぐない〉或是〈償還〉，都是在訴說一名為情所苦，為情傷痕累累女子的心事，由鄧麗君那溫婉柔情的嗓音來詮釋，正是絕佳的不二人選。

### 收錄專輯
〈つぐない〉由日本Taurus唱片發行，1984年1月推出同名日文專輯《つぐない》，Taurus唱片在同年12月又推出中國語盤《償還》，除了中文版的〈償還〉還有華語經典〈何日君再來〉。香港寶麗金唱片在1984年7月發行《つぐない》，曲目和Taurus唱片推出的版本一樣，1985年推出中文專輯《償還》，同名單曲〈償還〉即收錄其中，在這張專輯還收錄了中文版〈愛人〉。

### 商業成績
〈つぐない〉在1984年4月進入日本流行音樂（Japanese Pop，簡稱J-Pop或JPOP）排行榜，8月登上該榜冠軍，這首歌曲在榜內待了一年的時間，其中從1984年4月至1985年2月有連續41週的時間是停留在前10名。〈つぐない〉在公信榜獲得第6名，這是鄧麗君的歌曲在公信榜上最好的成績，她另一首膾炙人口〈時の流れに身をまかせ〉也是獲得第6名。
鄧麗君在1984年年底以〈つぐない〉拿下第17屆由日本關西舉辦的全日本有線放送大賞，以及關東舉辦之日本有線大賞雙料冠軍。〈つぐない〉在公信榜的銷量44.3萬張，總銷售量為150萬張。

### 電影插曲
2015年在電影《重返20歲》中，女主角楊子姍在影片中親口獻唱〈償還〉。

## 華語日語經典
在鄧麗君逝世之後，她的歌曲不斷的被一再翻唱，無論是視她為偶像的歌手或是向她致敬的藝人，除了在電視節目中以及公開演唱場合上，經常可以聽到她的歌曲外，更有些歌手直接收錄於自己的專輯中，〈償還〉被翻唱的紀錄雖然不是鄧麗君歌曲中最高的，但也不在少數。如2003年費玉清的專輯《何日君再來》與蔡幸娟的專輯《絕版情歌-真情》、2004年鄭秀文的專輯《Sammi VS Sammi》以及2011年王若琳的專輯《The Things We Do For Love》等，都收錄了諸位歌手重新詮釋後的〈償還〉，樂團P!SCO在2015年的〈怎哭了〉則是在旋律上部份取樣〈償還〉。
日本樂壇也有不少歌手翻唱過此曲，像是石川小百合、中澤裕子、島倉千代子、岩佐美咲、VALSHE以及鶴野剛士等等歌手。